# Aermacchi Ala Verde 250
De Aermacchi Ala Verde 250 was een motorfiets die werd geproduceerd door het Italiaanse merk Aermacchi.

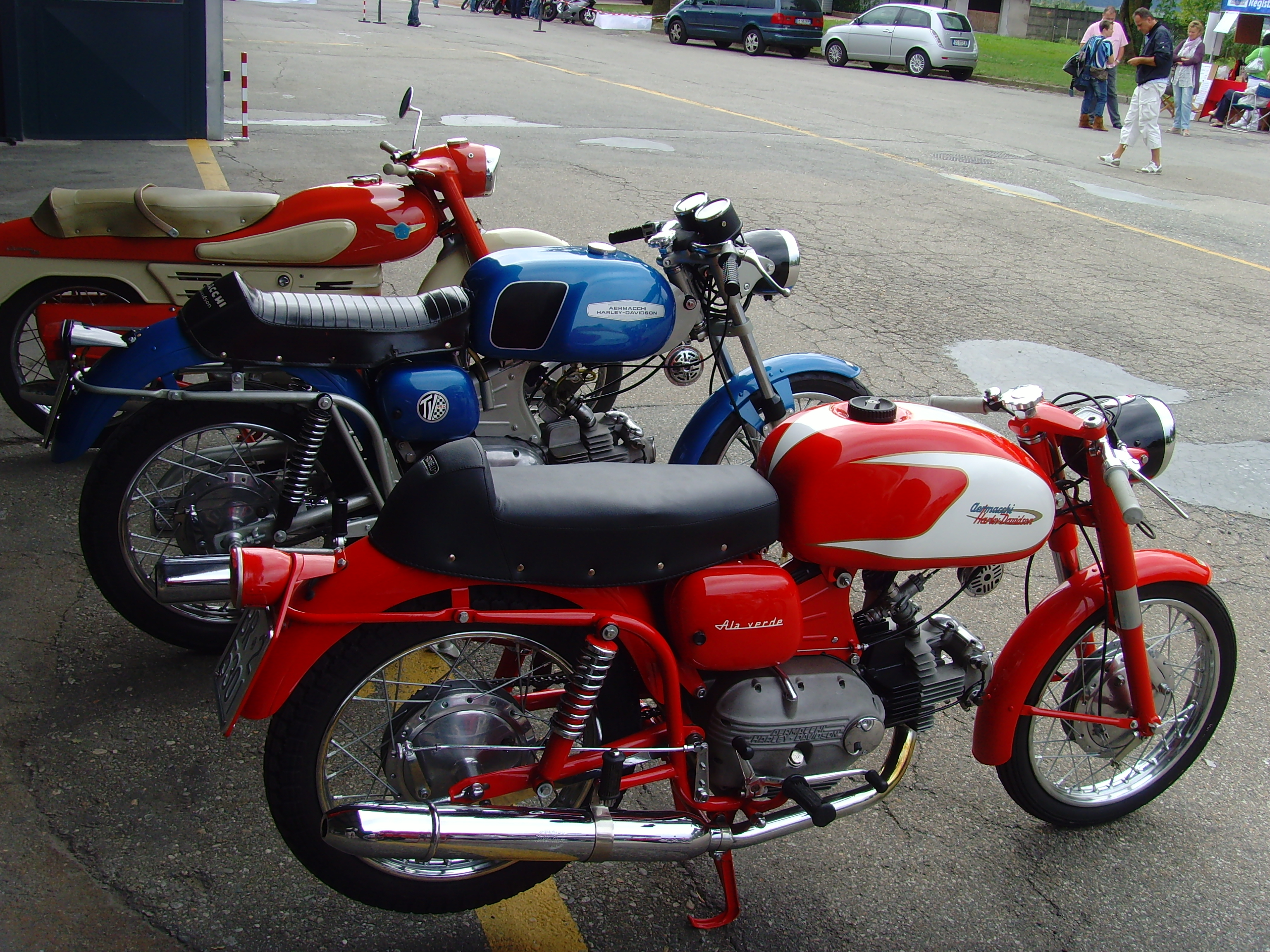
Aermacchi Ala Verde naast zijn opvolger (TV 350) en zijn voorganger (Chimera)

## Voorgeschiedenis
Vliegtuigbouwer Aeronautica Macchi ging in de jaren vijftig eerst scooters en later ook motorfietsen maken. Het eerste motorfietsmodel, de Aermacchi Corsaro 150, was in 1955 geen succes gebleken en dat gebeurde ook met de zeer ruim van plaatwerk voorziene Chimera 175. Daarom besloot men in 1957 een aantal nieuwe modellen uit te brengen. Naast de 250 cc versie van de Chimera ook drie typen zonder plaatwerk: de Ala Bianca 175, de Ala Rossa 175 en in 1959 de Ala Azzurra 250 en de Ala Verde 250.

## Ala Verde 250
De Ala Verde was het sportieve zustermodel van de meer toeristische Ala Azzurra. Net als de Chimera had de Ala Verde een luchtgekoelde eencilinder kopklepmotor met stoterstangen. De cilinder lag vrijwel plat onder een hoek van 165°.  Aan het linker uiteinde van de krukas zat een meervoudige natte platenkoppeling en van daaruit werd de versnellingsbak door tandwielen aangedreven. Deze had aanvankelijk vier versnellingen die door een hak-teen schakeling aan de rechterkant werden geschakeld. Er was een 24 mm Dell'Orto carburateur gemonteerd en de benzinetank bevatte 17 liter. De machine had een ruggengraatframe met een centrale buis en aan de voorkant was een Upside Down-voorvork gemonteerd. Achter zat een normale swingarm met twee veer/demperelementen. Het achterframe was helemaal veranderd met twee oplopende delen vanaf de onderkant van de versnellingsbak naar de bovenste ophangpunten van de schokdempers.
In 1963 werd de machine herzien. Het smeersysteem werd verbeterd en men kon tegen een meerprijs een vijfversnellingsbak laten monteren. De koppeling kreeg vier in plaats van drie schijven, de elektrische installatie werd verbeterd en de voorvork werd sterker. Ook het stuur, de zijdeksels en de uitlaat werden anders. Voor het seizoen 1964 werd de nieuwe korte slag motor ingevoerd.
In 1967 volgden nieuwe wijzigingen aan de tank, de spatborden, het duozadel, de koplamp en de voorvork. De wielen, die bij alle "klantenmotoren" tot dat moment 17 inch maten, werden vervangen door 18 inch exemplaren. Daardoor loste men een probleem op: de klanten klaagden dat de hak-teen schakeling in bochten over het asfalt schraapte.
De laatste verandering volgde in 1970, waarbij weer een nieuwe tank werd gemonteerd, terwijl de elektrische bedieningselementen ook vernieuwd werden. Het vermogen steeg naar 18 pk en de vijfde versnelling was nu standaard. Het voorwiel werd nog groter: 19 inch.
In juli 1972 werd de productie van de Ala Verde 250 beëindigd. De nieuwe "sportieve" Aermacchi werd de TV ("Turismo Veloce") 350.

### Races
Zowel de Ala Verde 250 als de Ala Rossa 175 werden vrijwel vanaf het begin populair in amateurraces. Het zwaartepunt lag door de liggende motor erg laag en de handelbaarheid was uitstekend. Dat leidde al snel tot de Ala d'Oro-serie, maar voor mensen die een Ala d'Oro niet konden betalen bleven de Ala Rossa en de Ala Verde een goed alternatief. Bovendien was de Ala Verde populair voor lange-afstandraces. De machine was meer gebouwd op levensduur en ging daardoor niet zo snel stuk als de Ala d'Oro, die niet bepaald als betrouwbaar te boek stond.

## Technische gegevens
| Aermacchi              | Ala Verde 250                                                       |                  |
| ---------------------- | ------------------------------------------------------------------- | ---------------- |
| Periode                | 1959-1972                                                           |                  |
| Categorie              | sportieve toermotor                                                 |                  |
| Motortype              | viertakt OHV                                                        |                  |
| Bouwwijze              | liggende (165°) eencilinder                                         |                  |
| boring                 | 66 mm vanaf 1964: 66 mm                                             |                  |
| slag                   | 72 mm vanaf 1964: 61 mm                                             |                  |
| Cilinderinhoud         | 246,3 cc vanaf 1964: 248,4 cc                                       |                  |
| Carburateur            | Dell'Orto UB24 BS2                                                  |                  |
| Smeersysteem           | wet sump systeem                                                    |                  |
| Compressieverhouding   | 8,5:1                                                               |                  |
| Max. Vermogen          | 11,8 kW/16 pk bij 6.500 tpm vanaf 1964: 13,2 kW/18 pk bij 6.750 tpm |                  |
| Topsnelheid            | 140 km/h                                                            |                  |
| Primaire aandrijving   | tandwielen                                                          |                  |
| koppeling              | meervoudige natte platenkoppeling                                   |                  |
| versnellingen          | 4, vanaf 1963: 5 tegen meerprijs mogelijk, vanaf 1970: 5 standaard  |                  |
| Secundaire aandrijving | ketting                                                             |                  |
| Rijwielgedeelte        | ruggengraatframe                                                    | ruggengraatframe |
| Voorvork               | Upside Down-voorvork                                                |                  |
| Achtervork             | swingarm                                                            |                  |
| Remmen                 | trommelremmen                                                       |                  |
| Tankinhoud             | 17 liter                                                            |                  |
| Droog gewicht          | 118 kg                                                              |                  |